# Болотов, Алексей Павлович
Алексей Павлович Болотов (1803—1853) — русский геодезист, топограф, переводчик; профессор геодезии и топографии в Императорской военной академии (ныне Военная академия Генерального штаба Вооружённых сил Российской Федерации), генерал-майор Русской императорской армии (1849).

## Биография

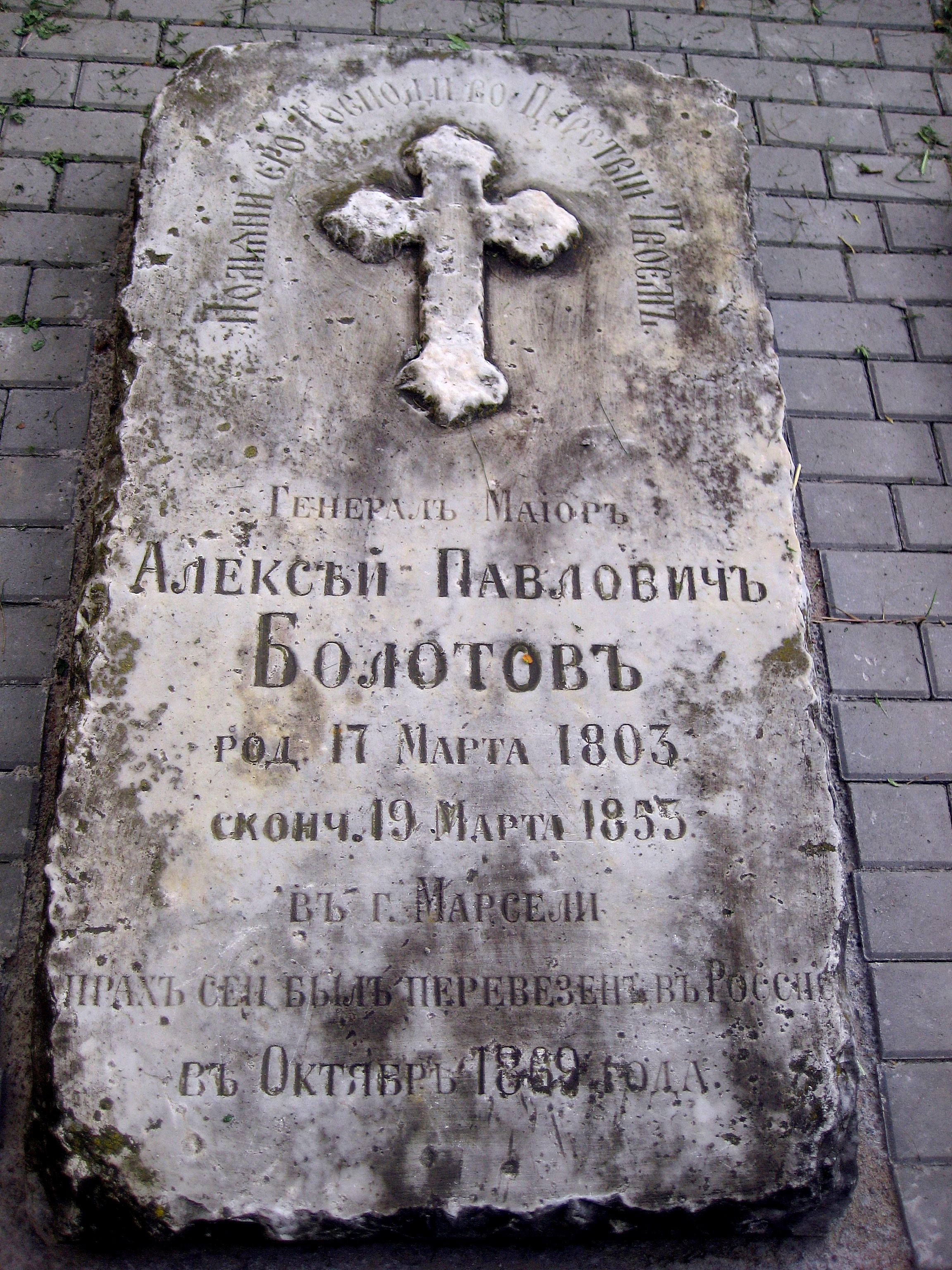
Могила А. П. Болотова в Любани

Внук А. Т. Болотова, Алексей Болотов родился 17 (29) марта 1803 года в Кромском уезде Орловской губернии. Сын капитана в отставке, коллежского асессора и масона Павла Андреевича (1771—1850) и Марьи Фёдоровны, урождённой Ошаниной (1778—1858).
Начальное образование получил дома. В 1819 году обучался в Московском университетском благородном пансионе, с 1820 года — в Училище колонновожатых.
В 1819 году был посвящён в масонство в московской ложе «Ищущих манны», членом которой был и его отец.
По окончании обучения в училище колонновожатых в 1821 году, был произведён в прапорщики Свиты Его Императорского Величества по квартирмейстерской части, с назначением преподавателем фортификации в своём училище. В 1824 году назначен там же преподавателем математики. По упразднении училища, был переведён в Главный штаб и в 1828 году командирован в действующую армию в Европейскую Турцию. За это время он, по собственной инициативе, подробно ознакомился с геодезией и топографией на государственных съемках, где получил полную теоретическую и практическую подготовку, что и было замечено командованием.
В 1832 году занял профессорскую кафедру по этим дисциплинам в Императорской военной академии. Не оставляя этой должности на протяжении двух десятилетий, А. П. Болотов постоянно заботился о совершенствовании и популяризации своего курса и достиг в этом значительных успехов.
Труд А. Болотова озаглавленный «Руководство к производству хозяйственной съемки, межевания и нивелирования» (1842 и 1856) заслужил почётный отзыв Петербургской академии наук. Также его заслуги были отмечены Орденом Святого Георгия 4-й степени.
Помимо прочего, Болотов перевёл «Полный курс математики» французского учёного Луи-Бенжамена Франкера (1838—1839).
Был произведён 6 декабря 1849 года в генерал-майоры. С 1852 года — начальник отделения Генерального штаба Военно-учёного комитета.
Член Географического общества с его основания. С 1847 года — член Вольного экономического общества. В 1840-х годах участвовал в любительских концертах классической музыки.
Умер 6 (18) марта 1853 года в Марселе. Прах его в 1869 году был перенесён в село Любань Новгородского уезда (рядом находилось его имение Горки) и захоронен у стен Петропавловской церкви.
От брака (с 22.04.1832) с княжной Софьей Евграфовной Мышецкой имел трёх сыновей — Евграфа (15.03.1833—1834), Павла (03.02.1836 — после 1886), Владимира (29.05.1837—04.09.1907?), и двух дочерей — Елизавету (05.07.1839—17.07.1845) и Марию (22.07.1846—28.09.1879).

## Награды
- Орден Святой Анны 4-й степени (1825)[7]
- Орден Святой Анны 3-й степени с бантом (1829)[7]
- Орден Святого Станислава 3-й степени (1837)[8]
- Орден Святого Станислава 2-й степени (1837)[7]
- Орден Святой Анны 2-й степени (1842); императорская корона к ордену (1844)[7]
- Орден Святого Владимира 3-й степени (1846)[7]
- Орден Святого Георгия 4-й степени за 25 лет беспорочной службы в офицерских чинах (1847)[7]
- Знак отличия за XXV лет беспорочной службы (1851)[7]

## Память
В честь А. П. Болотова названа гора в Антарктиде (горы Принс-Чарльз, 71°14′ ю.ш., 67°02′ в.д., гора обследована в 1972—1973 гг. Советской Антарктической экспедицией).

## Избранная библиография
- «Руководство к геодезии», 1836.
- «Руководство к производству хозяйственной съемки, межевания и нивелирования», 1842—1856[10].
- «Руководство к производству хозяйственной съемки, межевания и нивелирования» (1842 и 1856)[5].